# Endoplasmatisk reticulum

Endoplasmatisk reticulum (forkortet ER) er et netværk af sække og rør i eukaryote celler. Det endoplasmatiske reticulum er vigtig i membransyntesen og metabolske processer i cellen. Der findes to slags endoplasmatisk reticulum: det ru og det glatte, der hver har sine opgaver.
Det glatte endoplasmatiske reticulum er vigtig i syntesen af lipider, herunder olier, fosfolipider og steroider. I leverceller medvirker det glatte endoplasmatiske reticulum til nedbrydningen af alkohol og flere stoffer, herunder smertestillende medicin, rusmidler, nogle antibiotikum mm.. Leverceller der udsættes for sådanne stoffer producerer mere glat endoplasmatisk reticulum og kan derved omsætte mere af gangen. Dette er årsagen til at misbrugere efterhånden opbygger en større tolerance. 
Det ru endoplasmatiske reticulum hedder sådan, da det er dækket af ribosomer og derfor fremstår "ru" på en elektron mikrografi. En af det ru endoplasmatiske reticulums opgaver er at producere mere membran. Fosfolipider produceret her integreres i det endoplasmatiske reticulums egen membran og fordeles via vesikler til de øvrige membraner, der indgår i endomembransystemet. Proteinerne, der ved proteinbiosyntesen produceres af ribosomerne bundet til det ru endoplasmatiske reticulum, integreres i fosfolipidmembranen, transporteres til andre organeller eller udskilles af cellen. Et eksempel på et protein, der udskilles fra cellen, er hormonet insulin. Type 1 diabetes opstår, når celler i bugspytkirtlen ikke kan udskille insulin. Manglen på insulin forstyrrer metabolismen af glukose i kroppen.